# Lagynodes gemellus
Lagynodes gemellus är en stekelart som beskrevs av Paul Dessart 1987. Lagynodes gemellus ingår i släktet Lagynodes och familjen trefåresteklar. Inga underarter finns listade i Catalogue of Life.